# Chlorella vulgaris
Espèce
Chlorella vulgaris est une espèce d'algues vertes unicellulaire microscopique de la famille des Chlorellaceae.

## Description
Elle se reproduit très rapidement en eau douce dans des régions où l'ensoleillement est important et les températures assez douces. Elle peut se développer par photoautotrophie mais également par hétérotrophie et mixotrophie. 
Composée de 60 % de protéines, enzymes, vitamines (A, B, C et E), acides gras essentiels insaturés, minéraux (fer, calcium, magnésium, zinc, potassium, soufre, manganèse), Chlorella est aussi l’un des végétaux les plus riches en chlorophylle (forte concentration de 2 % à 3 %).
Les études disponibles sur la chlorelle sont encore limitées et peu rigoureuses. Cependant, les résultats sont prometteurs et indiquent que la chlorelle peut être bénéfique pour la santé.
Elle est proche de la spiruline dans ses utilisations. La spiruline est obtenue à partir de certaines espèces de cyanobactéries du genre Arthrospira.

## Production
La production mondiale annuelle des différentes espèces de Chlorelle était de 2000 tonnes (poids sec) en 2009, les principaux producteurs étant l'Allemagne, le Japon et Taïwan. C.vulgaris est candidat à la production commerciale en raison de sa résistance élevée aux conditions défavorables et aux organismes envahissants. 

## Applications

### Alimentation et complément alimentaire
Cette espèce est principalement consommée comme complément alimentaire. 
La teneur en protéines de C.vulgaris varie de 42 à 58 % de son poids sec de biomasse. Ces protéines sont considérées comme ayant un bon apport d'acides aminés essentiels. 
Contenant des minéraux et vitamines alimentaires, C. vulgaris est commercialisé comme complément alimentaire, additif alimentaire ou colorant alimentaire. 

### Bioremédiation
Chlorella vulgaris est une microalgue de choix pour différents procédés de bioremédiation. Elle a la capacité de traiter plusieurs polluants comme les nutriments inorganiques (nitrate, nitrite, phosphate, urée), responsables d'eutrophisation s'ils ne sont pas traités. De plus, elle a aussi la capacité de traiter des métaux lourds. 
Cette espèce est utilisée dans le bioessai Luminotox.